# Волга — XXI век
«Волга — XXI век» — российский литературно-художественный журнал, выходящий в Саратове.

## История
Журнал с названием «Волга» издавался в Саратове с января 1966 года. Первым главным редактором был Н. Шундик, автор беллетристики из жизни народов Крайнего Севера. В основном журнал печатал саратовских советских писателей, но в первом номере был напечатан и отрывок из «Чевенгура» Андрея Платонова — «Происхождение мастера». Журнал также печатал переводную прозу.
На первый номер «Волги» подписалось более 10 тысяч читателей.
С конца 80-х и в 90-е годы главным редактором был Сергей Боровиков. В это время в «Волге» публиковались произведения Бориса Зайцева, Николая Бердяева, Владимира Набокова, Александра Солженицына, Ивана Шмелёва, в специальных выпусках журнала вышел «Сын человеческий» Александра Меня.
В конце 90-х годов журнал начал испытывать финансовые трудности, оставшись без государственной поддержки. В 2000 году в последнем 413-м номере редакция объявила о прекращении выпуска журнала.

## Новый журнал
С 2004 года вместо прежнего журнала «Волга» в Саратове стал выходить журнал «Волга — XXI век». Журнал финансируется из бюджета Саратовской области. Первым главным редактором был назначен Н. Болкунов, который обещал «сохранять традиции той самой, почившей „Волги“», а с выходом первого номера сказал:

Это самый прекрасный журнал, какой может быть на белом свете. Мы хотим противостоять духовной деградации общества. Нас интересует читатель среднего и низкого достатка. Редколлегия будет рада авторам, которые живут болью страны и не называют её «этой». Пусть мать-Россия кривовата, но надо не ругать её за это, а предложить ей макияж.

Один из работников редакции прежней «Волги» Роман Арбитман заявил о новом журнале:

Для меня обновлённый журнал — как тело близкого родственника, которое достали из могилы, подкрасили и предложили считать живым человеком! Прежние подписчики никогда не станут читать «Волгу. 21 век».

Выражал недовольство новым журналом и Виктор Топоров:

Ситуация с саратовским журналом выглядит дикой, выпрыгнувшей из допотопного прошлого. И трудно как будто поверить, что всё снова свалится в болото мракобесия, антисемитизма и бездарности. Но… Ситуация непридуманная, так что шанс такой есть. Динозавры не вымерли и очень хотят кушать.

Когда Болкунов ушёл из журнала, саратовский критик Марта Антоничева писала:

…ни один нормальный человек кроме как в шутку в журнале публиковаться не хотел. <…> сложилась вполне однозначная репутация журнала как провинциального рупора всех дебелых графоманов, входящих во всевозможные СП… Свою функцию это издание вполне выполняло, пылясь в ларьках на вокзале и библиотеках города, вызывая удивление и недоумение как приезжих, так и случайно наткнувшихся на этот журнал читателей. Подобная ситуация сохранялась достаточно долго, пока чудом (а иначе это и не назовёшь) А. Сафронова не стала его редактором. Я не сказала бы, что у меня нет претензий к этому редактору, но все они носят скорее прикладной характер, менее глобальный, чем к Болкунову. Самым главным и, собственно, единственным очевидным её достижением стало то, что в журнале появилось то, чего не было со времён Боровикова, — литература.

По мнению рецензента журнала «Знамя» Елены Зейферт:

«Волга — XXI век» бытует как единый текст, живёт как единое существо. От номера к номеру журнал становится интереснее, насыщеннее, лучше. Его свободолюбивая, а порой и рисковая направленность эффектно противоречит провинциальному происхождению. Современность «Волги — XXI век» ярко проявляется в тематическом парке (человек в «другом» пространстве, ощущение мира как текста и др.), ликах и личинах «чужого» слова (ремейки, аллюзии), синтезе искусств, форм бытования слова. Сочетая исконное и новейшее, «Волга — XXI век» творит новую мифологию и способствует формированию нового читателя.

В 2008 году редактор А. Сафронова вступила в конфликт с учредителем журнала — администрацией Саратовской области, в который вмешалась и местная организация Союза писателей России. Поводом для конфликта, по словам критика М. Бударагина, послужило использование нецензурных выражений в публикуемых произведениях, а действительной причиной — то, что «„Волга“ позволяла себе пренебрегать принципиальным для провинции правилом отдавать предпочтение не хорошему и интересному, а местному творчеству». В результате в мае 2008 года выпуск очередного номера журнала был остановлен учредителями издания, редакция была полностью заменена, главным редактором стала Е. Данилова, по поводу чего Марта Антоничева заявила на страницах газеты «Литературная Россия»: «В данном случае остаётся лишь скорбеть», критик М. Бударагин писал:

И назначенная редактором Елизавета Данилова, и председатель местного Союза писателей В. Масян, и существенная часть радостно наблюдавшей за процессом саратовской писательской тусовки — если судить по их публикациям — довольно обычные провинциальные графоманы, коих великое множество в каждой губернии. Графоманы эти издают газеты и журналы, сами же их читают, сами хвалят и не чувствуют никаких угрызений совести.

Поэт и критик Дмитрий Кузьмин охарактеризовал смену власти в журнале «Волга — XXI век» как «рейдерский захват» и высказался по поводу группы авторов, получивших контроль над журналом:

…нет такого «писательского сообщества», членами которого можно было бы всерьёз считать всю эту полуграмотную публику. <…> Этот паноптикум живёт своей жизнью, как-то воспроизводится, но всё это происходит в параллельной реальности, до которой вменяемому человеку не должно быть дела.

Уволенная редакция (А. Сафронова и др.) стала выпускать свой журнал с названием «Волга», с тиражом 300 экземпляров и с выходом 6 номеров в год. Интернет-проект «Журнальный зал» исключил из своего состава журнал «Волга — XXI век», заменив его этим журналом.
Через пять лет, в 2013 году, в деятельности журнала «Волга — XXI век» были выявлены нарушения на сумму 1,2 млн рублей.